# Sgian-dubh
Sgian-dubh (udtales skee-ən-DOO) er en lille kniv, enægget kniv (skotsk gælisk: sgian) der bliver båret som en del af den traditionelle skotske Highland dress sammen med kilt. Oprindeligt blev den brugt til at spise og skære frugt, kød, brød og ost, samt at tjene til mere almindelige hverdagsaktiviteter som at skære materiale og og forsvare sig. I dag bliver den båret som en del af den skotske nationaldragt, hvor de bliver stukket ned i de lange strømper, således at kun grebet er synligt. sgian-dubh bæres normalt i samme side som den dominerende hånd.
Mange tidlige sgian-dubhs har haft gevir som håndtag, da de sandsynligvis er startet som en form for større jagtkniv, der traditionelt har gevirhåndtag.